# Zacharie de Lisieux
Zacharie de Lisieux (* 29. März 1596 in Lisieux; † 10. November 1661 in Évreux) war ein französischer Kapuziner, Theologe, Kanzelredner und Satiriker.

## Leben
Zacharie de Lisieux, der aus dem Adel stammte, wurde von dem Kapuziner Benet Canfield (1562–1611) zum Eintritt in seinen Orden bewogen. Nach dem Noviziat in Rouen stieg er zum renommierten Kanzelredner auf und predigte unter anderem von 1637 bis 1639 in London. Er schrieb mehrere theologische Werke in französischer Sprache, darunter 1660 ein antijansenistisches, das in Regensburg auch auf Deutsch erschien. Zur Neulateinischen Literatur gehört er durch drei satirische Werke, von denen zwei in französischer Übersetzung Erfolg hatten und eines, der Gyges gallus, gleich zweifach ins Deutsche übersetzt und sowohl in Leipzig als auch in Augsburg verlegt wurde.

## Werke

### Französische Werke
- La Philosophie chrestienne, ou Persuasions puissantes au mespris de la vie (1633)
- De la monarchie du Verbe incarné, ou De l’immense pouvoir du plus grand des Roys, des hautes maximes politiques, & du merveilleux ordre qu’il observe dans le gouvernement de son Estat. 2 Bde. (1639–1649)
- Relation du pays de Jansénie, où il est traitté des singularitez qui s’y trouvent, des coustumes, moeurs & religion de ses habitans (1660)
  - (erweiterte Ausgabe) L’Anti-phantome du jansenisme ou La nouvelle description du païs de Jansenie avec ses confins. La Calvinie, la Libertinie, la Desesperie & la mer Prolyse, ou mer de Présomption, le tout représenté dans une carte generale de ces quatre provinces avec son explication (1688)
  - (deutsch) Jansenien. Alethopel/Regensburg 1775. (übersetzt von Philaleth)

### Lateinische Werke

#### Satire
- Saeculi genius, Petro Firmiano authore (1653)
- Gyges Gallus, Petro Firmiano authore. Accessere Somnia sapientis (1658)
  - (französisch) Le Gyges gallus de P. Firmian, traduit par le P. Antoine de Paris (1663)
  - (deutsch) Enddeckte Staats-Larve von Franckreich. In artigen Satyrischen Vorstellungen ... unter der Person des Unsichtbarn Charmions ehemals ans Licht gestellet. Von Dem Vortreflichen Petrus Firmianus. Anitzo aber mit Anmerckungen aus dem Lateinischen übersetzet von Johann Georg Rincken. Frommann, Leipzig 1684.
  - (deutsch) Der französische Gyges oder unsichtbare Charmion, Das ist, Uberauss selzame und anmuhtige, in Franckreich sich zugetragene Begebenheiten. Bestehend In allerhand Sinnreichen Bildern, holdseeligen Discursen, schönen politischen Erinnerungen. Cosmopoli/Augsburg 1687.
- Somnia sapientis (1659)
  - (französisch) Les Songes du Sage, de P. Firmian. Traduits par le P. Antoine de Paris, prédicateur capucin (1664)
- Petri Firmiani Opuscula, quibus continentur Gyges gallus, Somnia Sapientis et Saeculi genius. Accessere indices rerum copiosissimi. (1686)

#### Theologie
- Tota Pauli scientia, Christus patiens, contemplationis christianae novum opus et ad gustum concionum. Accessit Sylva sacrorum, varii argumenti multiplicem theologiam continens (1662)